# Sant Mateu de Franciac
Sant Mateu de Franciac és una església del municipi de Caldes de Malavella (Selva) inclosa en l'Inventari del Patrimoni Arquitectònic de Catalunya. Està situada en un turonet, al veïnat de Franciac. El temple primitiu fou consagrat el 1079, l'actual s'alçà sobre la base de l'edifici antic entre el 1762 i el 1773.

## Descripció
L'actual edifici data del segle xviii i només es conserva de l'església primitiva el mur nord. És una església de planta basilical amb un campanar a la part lateral dreta, i dos edificacions més annexes: la rectoria (part esquerra) que és del segle xviii i el cementiri (part dreta). La coberta és a doble vessant amb teula àrab. El campanar és de base quadrada, però a la meitat aproximadament, pren una forma octogonal amb obertures d'arc de mig punt. Façana principal d'estil neoclàssic amb una porta d'entrada amb llinda de pedra i una cornissa enfaixada. A dalt de la cornissa, hi ha una fornícula amb una escultura de Sant Mateu, i a cada costat de la imatge, dos relleus en forma de custòdia (el de la dreta té una data gravada: 1773), i a sobre un rossetó. Interior amb quatre capelles cobertes per volta de creueria i amb una cornissa amb línies d'imposta amb angelets. Hi ha dos altars dedicats a Sant Isidre i Santa Roser.